# Oder-Neiße-Radweg

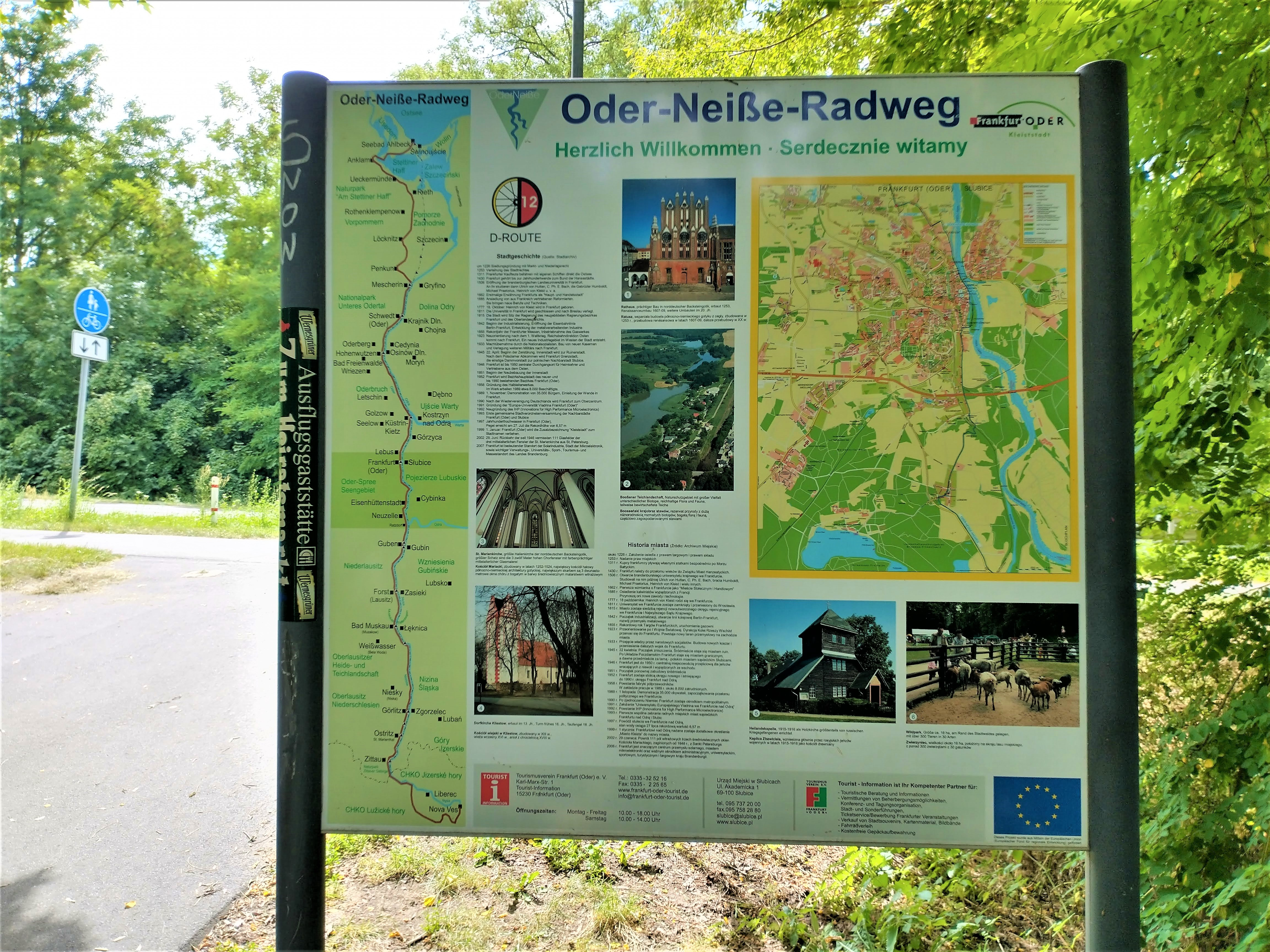

De Oder-Neiße-Radweg (Duits) of Cyklotrasa Odra-Nisa (Tsjechisch) is een langeafstandsfietsroute in Duitsland en Tsjechië. De bewegwijzerde route is 630 kilometer lang en begint in Nová Ves nad Nisou en loopt zo via de Neiße tot aan de Oder. Vanaf Zittau tot Ahlbeck loopt de route door Duitsland. In Tsjechië loopt de fietsroute samen met Nationale fietsroute 20, in Duitsland met D-Netz-route D12.